# 富尔奇锡库洛
富尔奇锡库洛（義大利語：Furci Siculo），是意大利西西里大区墨西拿廣域市的一个市镇。总面积17.85平方公里，人口3368人，人口密度188.7人/平方公里（2009年）。ISTAT代码为083027。